# فيستلاند (مقاطعة)
فيستلاند هي مقاطعة نرويجية تأسست في 1 يناير 2020 وذلك بعد دمج مقاطعة هوردالان وسوغن وفيوردانه.